# ناثان باترسون
ناثان باترسون (بالإنجليزية: Nathan Patterson)‏ هو لاعب محترف لكرة القاعدة ‏ أمريكي، ولد في 5 فبراير 1996 في كانساس سيتي في الولايات المتحدة.